# Хидрологија
Хидрологија (грч. υδρολογία; ύδωρ+λόγος, хидрологиа — „наука о води“), наука о води, њеним физичким својствима и појављивању у природи. Она означава заједно и хидролошки циклус и водна богатства. Подручја хидрологије укључују хидрометеорологију, површинску хидрологију и хидрогеологију, гдје вода игра средишњу улогу. Океанографија и метеорологија нису укључене у ова подручја јер је вода тек један од многих важних аспеката. Хидролошко истраживање је корисно не само зато што омогућава боље разумијевање свијета, него и пружа увид у подручја науке која се баве околином. Користећи разне аналитичке методе и научне технике, хидролошка истраживања прикупљају и анализирају податке који помажу у решавању за воду везаних проблема као што су презервација околине, природне катастрофе, и руковођење воденим ресурсима.

## Историја
Хидрологија је била предмет истраживања хиљадама година. Нил је на примјер преграђен око 4000. п. н. е. ради побољшавања пољопривредне продуктивности пријашње неплодне земље. Мезопотамски градови су били заштићени од поплава високим земљаним зидовима. Грци и Римљани су градили аквадукте, а Кинези системе за наводњавање и радове за надгледање поплава.
Марко Витрувије је у 1. вијеку п. н. е, написао филозофску теорију хидролошког циклуса у којем падавине у планинама продиру кроз Земљину површину те у низинама обликују ријеке и изворе. Усвајањем научног приступа, Леонардо да Винчи и Бернард Палиси дошли су независно један од другога до прецизног приказа хидролошког циклуса. Хидролошке варијабле нису се квантитативно одређивале све до 17. вијека.
У пионире модерне хидролошке науке убрајају се Пјер Перо (фр. Pierre Perrault), Едм Мариот (фр. Edme Mariotte) и Едмунд Хејли (енгл. Edmund Halley). Мјерењем падавина и вишка воде те одређивањем отицајућег подручја, Перо је показао да је количина падавина приближна количини тока Сене. Мариот је повезао мјерења брзине и ријечног пресјека да прикупи наносе такође у Сени. Хејли је показао да је количина испарења из Средоземног мора приближно количини отицања ријека које утичу у море.
Напредак у 18. вијеку постигнут је захваљујући Бернулијевом пиезометру, Бернулијевој једначини, питотовој цијеви и Чезијевој формули. У 19. вијеку развија се подземна хидрологија укључујући Дарсијев закон, Дупуи-Тијемову (Dupuit-Thiem) формулу истицања и Хаген-Појзевил једначину (Hagen-Poiseuilleovu) капиларног тока.
У 20. вијеку рационалне анализе су почеле замјењивати емпиризам док истовремено владине агенције покрећу властите хидролошке истраживачке програме. Од посебне важности били су Шерманов хидрографски уређај, Хортонова теорија инфилтрације и Тајсова (Theis) једначина која описује хидраулику извора.
Од 1950. хидрологији се приступа на већој теоретској бази него у историји што је омогућено највише напретком у физичком разумијевању хидролошких процеса и појавом рачунара.

## Хидролошки циклус
Средишња тема хидрологије је кретање воде на Земљи које се одвија на различите начине и у различитим мјерама. Најјаснија таква слика садржана је у испаривању воде из океана која онда ствара облаке. Ти се облаци крећу изнад копна и производе кишу, која тече низ реке назад у океан затварајући циклус.

## Хидролошка мјерења
Кретање воде на Земљи може се мјерити на бројне начине. Та је информација једнако важна и за одређивање водних богатстава и за разумијевање процеса уплетених у хидролошки циклус. Следећи попис је попис уређаја које користе хидролози и њихове намјене.
- Кишомер - киша и снијег
- Токомер - ријечни ток (види: ријечни проток)
- Радар - својства облака
- Пиезометер - притисак и дубина подземне воде (види: аквиферни тест)
- Тенсиометар - влажност земљишта
- Вештачки сателит
- Дисдрометар - карактеристике падавина
- Временско-подручни рефлектометар - влажност земљишта
- Омчасти психрометар - влажност
- Инфилтрометар - инфилтрација

## Хидролошко предвиђање
Посматрања хидролошких процеса користи се за предвиђање будућих кретања и количина воде.

### Статистичка хидрологија
Анализирањем статистичких својстава хидролошких записа, као што су падавине или ријечни ток, хидролози могу процијенити будуће хидролошке појаве. То ипак претпоставља непромјењивост карактеристика процеса.
Види: повратни период.

### Хидролошко моделовање
С разумијевањем утицаја промјене у околини на кретање воде, хидролози могу такође створити моделе за предвиђање будућих промјена.

## Хидролошки транспорт
Кретање воде је значајно средство којим се други материјали попут тла или загађивача транспортују са једног мјеста на друго.
Види: ерозија, загађење.

## Примјене хидрологије
- Ублажавање и предвиђање поплава, клизишта и ризика од суше;
- Дизајнирање шема за наводњавање те управљање пољопривредном продуктивношћу;
- Осигуравање питке воде;
- Дизајнирање брана ради обезбјеђивања воде или стварања хидроелектричне струје;
- Дизајнирање мостова;
- Предвиђање геоморфолошких промјена попут ерозије и седиментације.
- Одређивање учинака природне и антропогене промјене околине на водна богатства.
- Одређивање ризика загађења транспортом и успостављањем смјерница еколошке политике.

## Организације

### Међувладине организације
- Међународни хидролошки програм (IHP)[3]

### Међународна истраживачка тела
- Међународни институт за управљање водама (IWMI)[4]
- UN-IHE Делфт институт за образовање о води[5]

### Национална истраживачка тела
- Центар за екологију и хидрологију – УК[6]
- Центар за науку о води, Универзитет Кранфилд, УК[7]
- еаваг – водено истраживање, ЕТХ Цирих, Швајцарска[8]
- Институт за хидрологију, Алберт-Лудвигс-Универзитет у Фрајбургу, Немачка[9]
- Геолошки завод Сједињених Држава – Водни ресурси Сједињених Држава[10]
- Национална метеоролошка служба NOAA – Канцеларија за хидролошки развој, САД[11]
- Центар за хидролошки инжењеринг Инжињерског корпуса америчке војске, САД[12]
- Хидролошки истраживачки центар, САД[13]
- NOAA за економију и друштвене науке, Сједињене Америчке Државе[14]
- Центар за истраживање природних опасности и катастрофа Универзитета Оклахома, САД[15]
- Национални хидролошки истраживачки центар, Канада[16]
- Национални институт за хидрологију, Индија[17]

### Национална и међународна друштва
- Амерички институт за хидрологију (АИх)(AIH)[18]
- Геолошко друштво Америке (GSA) – Одељење за хидрогеологију[19]
- Америчка геофизичка унија (AGU) – Хидролошка секција[20]
- Национална асоцијација за подземне воде (NGWA)[21]
- Америчко удружење за водне ресурсе[22]
- Конзорцијум универзитета за унапређење хидролошке науке, Инк. (CUAHSI)[23]
- Међународно удружење хидролошких наука (ИАхС)[22][23]
- Радна група за статистику у хидрологији (подгрупа IAHS)[24][25]
- Немачко хидролошко друштво (DHG: Deutsche Hydrologische Gesellschaft)[26]
- Италијанско хидролошко друштво (SII-IHS)[27]
- Нордијско удружење за хидрологију[28]
- Британско хидролошко друштво[29]
- Руско географско друштво (Московски центар) – Hидролошка комисија[30]
- Међународно удружење за хидрологију животне средине[31]
- Међународно удружење хидрогеолога[32]
- Друштво хидролога и метеоролога – Непал[33]

### Прегледи на нивоу слива
- Иницијатива за повезене воде, Универзитет Новог Јужног Велса[34] – Истраживање и подизање свести о питањима подземних вода и водних ресурса у Аустралији
- Иницијатива Мари Дарлинг Басин, Одељење за животну средину и наслеђе, Аустралија[35]

## Истраживачки часописи
- International Journal of Hydrology Science and Technology
- Hydrological Processes, ISSN 1099-1085 (electronic) 0885-6087 (paper), John Wiley & Sons
- Hydrology Research, ISSN 0029-1277, IWA Publishing  (formerly Nordic Hydrology)
- Journal of Hydroinformatics, ISSN 1464-7141, IWA Publishing
- Journal of Hydrologic Engineering, ISSN 0733-9496, ASCE Publication
- Journal of Hydrology
- Water Research
- Water Resources Research
- Hydrological Sciences Journal - Journal of the International Association of Hydrological Sciences (IAHS) ISSN 0262-6667 (Print), ISSN 2150-3435 (Online)
- Hydrology and Earth System Sciences
- Journal of Hydrometeorology